# Chthoneis bowditchi
Chthoneis bowditchi là một loài bọ cánh cứng trong họ Chrysomelidae. Loài này được Wlicox miêu tả khoa học năm 1965.